# Servidor webmail
Um servidor webmail é um serviço de e-mail que pode ser acessado usando um navegador web padrão, sem a necessidade de um software dedicado para a abertura de emails. O servidor webmail se difere do servidor de email, devido a possuir suporte de internet para que qualquer pessoa que tenha acesso ao servidor ou disco rígido possa criar uma conta. Já o servidor de email é apenas para o usuário de um computador poder enviar emails sem contas do mesmo na internet. O dono do servidor pode fazer seu email de qualquer maneira, ex: email@email.com, email@email.net, email@nome.com. Contanto que o email web (da internet) não já exista, pois pode haver confronto de emails e os 2 existentes receberem a mensagem enviada, assim como outros problemas que podem vir a surgir.
Como acontece com qualquer aplicação web, a principal vantagem do webmail sobre o uso de um cliente de e-mail é a capacidade de enviar e receber e-mails em qualquer lugar a partir de um navegador web.

## História

### Implementações iniciais
A primeira implementação de Web Mail foi desenvolvida no CERN em 1993 por Phillip Hallam-Baker como um teste da pilha de protocolos HTTP, mas não foi desenvolvido posteriormente. Nos dois anos seguintes, entretanto, várias pessoas produziram aplicativos de webmail funcionais.
Na Europa, houve três implementações, "WWW Mail" de Søren Vejrum, o "WebMail" de Luca Manunza, e o "WebMail" de Remy Wetzels . O "WWW Mail" de Søren Vejrum foi escrito quando ele estudava e trabalhava na Copenhagen Business School na Dinamarca e foi lançado em 28 de fevereiro de 1995. O "WebMail" de Luca Manunza foi escrito enquanto ele trabalhava no CRS4 na Sardenha, a partir de uma ideia de Gianluigi Zanetti, com a primeira fonte lançada em 30 de março de 1995. Já o O "WebMail" de Remy Wetzels foi escrito enquanto ele estudava na Eindhoven University of Technology na Holanda para o DSE e foi lançado em Janeiro de 1995.
Nos Estados Unidos, Matt Mankins escreveu o "Webex", e Bill Fitler, enquanto estava no Lotus cc:Mail, começou a trabalhar em uma implementação que ele demonstrou publicamente no Lotusphere em 24 de janeiro de 1995. Matt Mankins, sob a supervisão do Dr. Burt Rosenberg da Universidade de Miami, lançou o código-fonte do aplicativo "Webex" em uma postagem para comp.mail.misc em 8 de agosto de 1995, embora estivesse em uso como o principal aplicativo de e-mail na Escola de Arquitetura onde Mankins trabalhou alguns meses antes.ref>Miami.edu, CV, Dr. Burton Rosenberg Arquivado em junho 15, 2010, no Wayback Machine</ref>
A implementação do webmail de Bill Fitler foi desenvolvida como um produto comercial, que a Lotus anunciou e lançou no outono de 1995 como cc:Mail for the World Wide Web 1.0; fornecendo assim um meio alternativo de acessar um armazenamento de mensagens do cc:Mail (o meio usual é um aplicativo de desktop do cc:Mail que operava via discagem ou dentro dos limites de uma rede local).
A comercialização inicial do webmail também foi alcançada quando o "Webex" começou a ser vendido pela empresa de Mankins, DotShop, Inc., no final de 1995. Dentro do DotShop, o "Webex" mudou seu nome para "EMUmail"; que seria vendido para empresas como UPS e Rackspace até sua venda para a Accurev em 2001. O EMUmail foi um dos primeiros aplicativos a apresentar uma versão gratuita que incluía publicidade incorporada, bem como uma versão licenciada que não incluía.
Hotmail e Four11's RocketMail foram lançados em 1996 como serviços gratuitos e imediatamente se tornaram muito populares.

### Implantação generalizada
À medida que a década de 1990 avançava e na década de 2000, tornou-se mais comum para o público em geral ter acesso ao webmail porque:
- muitos provedores de serviços de Internet (como EarthLink) e provedores de hospedagem na web (como Verio) começaram a incluir webmail em suas ofertas de serviços (geralmente em paralelo com serviços POP/SMTP);
- muitas outras empresas (como universidades e grandes corporações) também começaram a oferecer webmail como forma de suas comunidades de usuários acessarem seus e-mails (seja gerenciados localmente ou terceirizados);
- provedores de serviços de webmail (como Hotmail e RocketMail) surgiu em 1996 como um serviço gratuito para o público em geral e rapidamente ganhou popularidade.

Em alguns casos, o software aplicativo de webmail é desenvolvido internamente pelas organizações que executam e gerenciam o aplicativo e, em alguns casos, é obtido de empresas de software que desenvolvem e vendem tais aplicativos, geralmente como parte de um pacote integrado de servidor de correio (um dos primeiros exemplo sendo Netscape Messaging Server). O mercado de softwares de webmail continuou na década de 2010.